# Полосин, Али Вячеслав Сергеевич
Али́ Вячесла́в Серге́евич Поло́син (род. 26 июня 1956, Москва, СССР) — советский и российский религиозный, политический и общественный деятель, мусульманский богослов и апологет. Кандидат политических наук, доктор философских наук. Автор ряда трудов по религиоведению и сравнительному богословию.
В 1983—1991 годы — священник, с 1990 года — протоиерей, в 1991—1999 годах — заштатный священник Русской православной церкви.
Известен как второй (первым был отец Иван Громов в 1908 году) в истории России православный священник, открыто перешедший в ислам.

## Биография
Родился 26 июня 1956 года в Москве в семье служащих. По национальности русский.
В 1978 окончил философский факультет МГУ имени М. В. Ломоносова по специальности «социология», защитив дипломную работу по теме «Критика концепции „духа капитализма“ Макса Вебера» (о влиянии протестантской реформации на развитие рыночных отношений).
В 1993 году окончил аспирантуру Дипломатической академии МИД РФ и там же в мае защитил диссертацию на соискание учёной степени кандидата политических наук по теме «Русская Православная Церковь и государство в 1971—1991 гг. Международно-правовой и политологические аспекты».
В 1998—2001 годы — член Экспертного совета для проведения государственной религиоведческой экспертизы при Министерстве юстиции Российской Федерации.
В феврале 1999 года в Российском независимом институте социальных и национальных проблем защитил диссертацию на соискание учёной степени доктора философских наук по теме «Диалектика мифа и политическое мифотворчество» по направлению «философия религии».

### Политическая деятельность
С 1990 по 1993 год — народный депутат России от Калужской области, член Президиума Верховного Совета РСФСР, председатель Комитета Верховного Совета РФ по свободе совести, вероисповеданию, милосердию и благотворительности. Один из авторов принятого в 1990 году закона РСФСР «О свободе вероисповеданий».
В 1990 году совместно с Глебом Якуниным, Валерием Борщёвым и Виктором Аксючицем участвовал в создании Российского христианского демократического движения (РХДД) и до 1994 года входил в его руководство в качестве одного из трёх сопредседателей и члена Думы РХДД.
До 1999 года был председателем общероссийского общественного объединения «Совет христианских организаций», членом Христианского социального движения.
Возглавлял аппарат Комитета по связям с общественными объединениями и религиозными организациями Государственной думы. С марта 1994 по март 2000 года — советник аппарата Комитета Государственной Думы по делам общественных объединений и религиозных организаций, государственный советник 3-го класса.

### Религиозная деятельность
По собственным словам первый раз пришёл в православный храм в 19 лет. В 1983 году окончил Московскую духовную семинарию. Тогда же был рукоположён во диаконы, а затем в иереи. В 1983—1985 годах служил иереем в православных приходах Средней Азии, был настоятелем храма в г. Душанбе (Таджикистан), затем с 1988 года служил в г. Обнинске Калужской области настоятелем храма св. Бориса и Глеба. В 1990 году возведён в сан протоиерея. В 1991 году вышел за штат, поскольку не мог совмещать пастырское служение с работой в Верховном Совете РСФСР. Начиная с 1995 года перестал участвовать в литургии.

#### Переход в ислам
В 1999 году Полосин отправился в Дагестан, чтобы взять вирд у суфийского шейха Саида-афанди аль-Чиркави, после чего в мае того же года направил заявление на имя Патриарха Московского и всея Руси Алексия II о своём разрыве с Русской православной церковью и переходе вместе с женой в ислам (мюридизм), где принял мусульманское имя Али Вскоре после перехода в ислам был принят на работу в Совет муфтиев России. По собственному признанию Полосина, ислам привлёк его своим большим рационализмом, а также тем, что в нём Полосин нашёл ответы на свои вопросы и чудеса (карамат), которых, как считает, не сумел найти в ортодоксальном христианстве. Кроме того Полосин отмечал, что большое влияние на принятие им ислама оказало знакомство «с переводом смыслов священного Корана Иман Валерии Пороховой, с толкованиями Корана и с исламским учением об Иисусе». После этого часто выступал с критическими высказываниями по отношению к христианству (особенно православию) и занимался апологетикой ислама. Так комментируя предложение Нафигуллы Аширова убрать кресты с куполов православных храмов, Полосин назвал крест «памятью об исторических унижениях татарского народа», а также высказал мысль, что «простой народ не разбирается в деталях христианской символики, для него любой крест сегодня — это память об исторических унижениях, крестовых походах, геноциде, насильственно крещённых родственниках».
С июня 1999 года участвовал в исламской телепрограмме на канале РТР. Стал сопредседателем Общероссийского политического общественного движения «Рефах» (Благоденствие), созданного представителями мусульман и других национальных и религиозных меньшинств России в ноябре 1998 г., и главным редактором его печатного органа — «Мусульманской газеты».
В 2006 году вошёл вместе с членами общины «Прямой путь», председателем которой являлся, в Национальную организацию русских мусульман (НОРМ), где был избран первым заместителем председателя. В 2011 году открыто отмежевался от НОРМ, обвинив ее в дискредитации ислама и в участии в революционной деятельности. Источник: официальный сайт НОРМ http://russmuslims.info/?p=86 В источнике сказано:
27 декабря 2011 года НОРМ инициировала подписание ключевыми независимыми мусульманскими общественными деятелями России Исламской Гражданской Хартии как платформы консолидации и требований мусульманской части российского гражданского движения сопротивления. … Вместе с тем, ряд лиц заявили о своем отмежевании от НОРМ, обвинив ее в стремлении организовать в России «цветную революцию» и дискредитации русского ислама. В их числе были заявивший о прекращении членства в организации Али Вячеслав Полосин и Сергей Маркус.
В настоящее время[уточнить] является также советником председателя Совета муфтиев России, главы Духовного управления мусульман европейской части России муфтия Равиля Гайнутдина. Работал советником председателя Совета муфтиев России с 2000 по 2011 год. С 2011 по 2013 год работал директором Научно-просветительского центра "Аль-Васатыя - умеренность".
Член президиума Общероссийского общественного движения «Российское исламское наследие» (в 2005—2007), Председатель Союза мусульманских журналистов., сопредседатель Информационно-аналитического центра Совета муфтиев России, сопредседатель Научно-аналитического центра Совета муфтиев России.,сотрудник международного центра «Аль-Васатыйя» (Кувейт).,председатель российского центра «Аль-Васатыйя» председатель комиссии по изучению общественных процессов и противодействию исламофобии и член Экспертного совета при Совете муфтиев России.
Данные о ММЦ недостоверны: Полосин В.С. свидетельствует, что в 2007 г. его приглашали устно в подобную организацию, но он отказался, никогда в такой организации, как ММЦ не состоял, заявлений не подавал, участия в мероприятиях не принимал.

### Критика
Андрей Кураев о переходе Полосина в ислам и о его критических публикациях про христианство высказал следующее суждение:

… я воспитан в атеистической среде, учился в университете на кафедре научного атеизма. Журнал «Наука и религия» был моим профессиональным журналом, который я прочитывал от корки до корки. Поэтому все атеистические аргументы, нападки на Библию я знаю. Тем страшнее мне читать статью бывшего священника Вячеслава Полосина, который повторяет эти примитивнейшие аргументы всех антицерковных сект и атеистов 50—60-х годов, с тем же уровнем невежества, с тем же уровнем агрессивности, с тем же желанием найти пятнышко на солнце или соринку на сияющей люстре. Одно дело, когда это говорит атеист, который никогда ничего не знал, не испытывал, не переживал, и другое дело, когда это говорит бывший священник, — ведь он же знает, что в Церкви есть ответы на все эти упрёки. Знает. И если он, тем не менее, не обращает на это внимание, повторяя эти выпады, это означает, что что-то очень печальное произошло с его умом, а главное — с совестью…
Российский византолог Игорь Чичуров по поводу заявления Вячеслава Полосина, что у византийских воинов-христиан было якобы принято отбирать у пленных турчанок младенцев, варить их и окроплять полученной жидкостью правую руку, чтобы она была непобедимой и находить оправдание непосредственно в Библии, где сказано: «Не мир я принёс вам, но меч», сказал следующее:

…Господин Полосин взял это из легендарного (в нехорошем смысле) сообщения в хронике преподобного Феофана Исповедника IX века, где действительно описывается такой варварский обряд. Но, во-первых, в хронике не сказано, какой именно веры были те, кто этот обряд совершал, а во-вторых, совершенно неоправданно один-единственный эпизод называть обычаем…
…В этом отрывке совершенно определённо видно осуждение данного обряда с христианской стороны. Град Пергама потерпел наказание за то, что его жители разово прибегли к такому обряду… 
Я расцениваю упоминание этого эпизода в таком контексте как находящееся на грани разжигания межрелигиозной и межнациональной вражды. Господин Полосин должен иметь в виду, что грамотные юристы могут вменить в этом случае соответствующие претензии.
Российский исламовед Роман Силантьев отметил:

…После недавнего заявления Полосина о том, что евангельские волхвы внештатно работали на «Моссад», было бы странно всерьёз воспринимать его исторические экскурсы… 
…выходит, что, с точки зрения официальных представителей Совета муфтиев России, самолёты взрывали и школы захватывали люди без национальности и вероисповедания, а вот детей ритуально убивали именно византийцы-христиане… 
…Думаю, что вскоре муфтию Равилю Гайнутдину придётся заняться уже привычной для него денонсацией провокационных заявлений своих соратников, которых с каждым месяцем становится всё больше…

### Книги
- Полосин В. С. Двуглавый орёл России. — М., 1993.
- Полосин В. С. Миф. Религия. Государство: Исследование политической мифологии. — 2 изд., перераб. и доп. — М.: Ладомир, 1999. — 440 с. — 2000 экз. — ISBN 5-86218-173-3.
- Полосин В. С. Прямой путь к Богу. — М.: Ладомир, 2000. — 63 с. — ISBN 5-86218-179-2. Архивировано 20 марта 2013 года. копия книги Архивная копия от 6 января 2012 на Wayback Machine
- Полосин А.-В. С. Преодоление язычества: Введение в философию монотеизма: Учеб. пособие для учащихся сред. спец. и высш. гуманитар. и техн. учеб. заведений по курсам: «История религиоз. учений», Сравн. религиоведение", Основы монотеист. философии". — М.: Ладомир, 2001. — 197 с. — 5000 экз. — ISBN 5-86218-272-1.
- Полосин А.-В. С. Почему я стал мусульманином. Прямой путь к Богу. — М.: Прямой путь, 2004. — 68 с. (копия)
- Полосин А.-В. С. Евангелие глазами мусульманина Два взгляда на одну историю. — М.: Умма, 2006. — 352 с. — ISBN 5-98587-028-6. Архивировано 25 июля 2011 года. копия книги

### Статьи
- Таинства во взаимоотношениях между Востоком и Западом // Журнал Московской Патриархии. М., 1989. — № 1. — С. 80.
- Размышления о теократии в России (начало) // Грани. Журнал литературы, искусства, науки и общественно-политической мысли. — 1990. — № 156. — С. 232—255.  (под псевдонимом С. Венцель)
- Размышления о теократии в России (окончание) // Грани. Журнал литературы, искусства, науки и общественно-политической мысли. — 1990. — № 157. — С. 229—257.
- Вечный раб ЧК // Известия. — 22.1.1992. Архивировано 21 мая 2011 года.
- Церковь и государство // Народный депутат. — 1993. — № 3.
- Поместный Собор Русской Православной Церкви // Диспут. — 1993. — № 3.
- Исцеления истинные и мнимые // Журнал Московской Патриархии. М., 1993. — № 8. — С. 22-24.
- Что нужно российскому и американскому народам? // Независимая газета : газета. — 1998. — № 1 (13).
- «Почему я стал мусульманином? (Размышления бывшего священника о религии)» // Индекс/Досье на цензуру. — 2000. — № 11.
- Есть ли у России будущее без ислама? (часть 1) // Русский журнал-Религия. — 19.10.2001. Архивировано 21 марта 2002 года.
- Есть ли у России будущее без ислама? (часть 2) // Русский журнал-Религия. — 23.10.2001. Архивировано 2 марта 2002 года.
- Познер — защитник порнографии? «Ферма животных»-2004 (недоступная ссылка — история) // Ислам.Ру. — 17.12.2004.
- Союз мусульман и православных — Основа стабильности Российской Федерации // Минарет. — 2005. — № 1 (004).
- Богословские основания отношения мусульман к христианам и иудеям // Минарет. — 2008. — № 1—2 (15—16).
- Сравнительный взгляд на доктрины РПЦ и мусульман о правах человека // IslamRF.ru. — 12.03.2009.

### Редакция
- Мухаммад Юсуф М. С. Васатыя — путь жизни / Под ред. А.-В. С. Полосина. — М.: Хилал, 2010. — 320 с. — 15 000 экз. — ISBN 978-5-91975-004-8.
- Мухаммад Юсуф М. С. Хадисы и Жизнь / Под ред. А.-В. С. Полосина. — М.: Диля, Хилал, 2013. — Т. 2. Ислам и Ийман. — 320 с. — 1000 экз. — ISBN 978-5-91975-006-2, ISBN 978-5-91975-016-1.

## Критика
- Дайяр А. В. Необычайная гибкость толкований (резенция на статью Али Полосина: «Ответ А. Кураеву. Библия, Коран и Беслан…») Архивная копия от 10 сентября 2011 на Wayback Machine // Православие и ислам копия 1 Архивная копия от 4 октября 2013 на Wayback Machine, копия 2
- Евангелие глазами недоучившихся ваххабитов. Заявление Союза православных граждан Архивная копия от 5 октября 2013 на Wayback Machine // Интерфакс-Религия,23.01.2006 г.
- Егорцев А. Ю. Национальная культура в школах: правда и вымысел Архивная копия от 28 ноября 2010 на Wayback Machine // Журнал «Русский дом», № 2 2003 г.
- Душеин И., игум. «Отрёкся от Христа» Архивная копия от 7 января 2011 на Wayback Machine // «Преображение», издание Спасо-Преображенского храма г. Калуги, 1999
- Ильин В. Ислам по-русски Путеводный маяк или миссионерство? // Политический журнал, № 38 (41) / 18 октября 2004
- Кураев А. В. Неверье — слепота, но чаще — свинство Архивная копия от 28 ноября 2011 на Wayback Machine // Газета «Православная Москва» № 35 (209) декабрь 1999
- Максимов Ю. В. «Ещё раз к вопросу об Али Вячеславе Полосине» Архивная копия от 29 декабря 2010 на Wayback Machine // Портал «Православие и ислам»
- Нофал Ф.-Г. О. «„Исламский хрислам“ или Русский либерализм седьмого века» Архивная копия от 17 июля 2013 на Wayback Machine // Православный апологетический центр «Ставрос» им. святителя Николая Японского, 09.07.2012 г.
- Полосин пытается сделать свои комплексы официальной позицией мусульманской уммы, считают православные клирики и учёные // Интерфакс-Религия/Седмица.Ru, 24.01.2006 г.
- Православно-исламский активист против Познера и ИА REGNUM Архивная копия от 4 октября 2013 на Wayback Machine // ИА REGNUM, 19.12.2004 г. копия статьи (недоступная ссылка)
- Савельев А. Н. Исламизация России: «прямой путь» в никуда Архивная копия от 28 ноября 2010 на Wayback Machine // Журнал «Русский дом», № 3 2003 г. копия 1 Архивная копия от 27 августа 2011 на Wayback Machine, копия 2
- Семенко В. «Исламский проект» как фактор деконструкции российской реальности Статья вторая. Политтехнологи Архивная копия от 4 октября 2013 на Wayback Machine // Русская линия, 01.03.2006 г.